# 기후 부채
기후 부채란 선진국들의 산업 활동들로 인해 야기되고 있는 기후 변화로 인한 피해에 대해 보상적인 대가로 개발 도상국에 지고 있는 부채를 뜻한다. 역사적으로 보았을 때 지구 가스 배출량의 대부분은 선진국에서 발생되었다. 하지만 개발도상국들은 선진국의 산업 활동들로 인한 기후 변화의 부정적인 영향에 대처할 능력이 부족한다. 이러한 현실로 개발도상국들은 중대한 위협에 노출되어있다. 따라서 일부 사람들은 기후 변화에 큰 영향을 주는 선진국들이 부정적인 영향을 받고 있는 개발도상국에게 빚을 져야한다고 말한다.
기후 부채의 개념은 생태 부채의 광범위한 개념의 일부이다. 볼리비아를 중심으로 개발도상국들이 기후 부채 상환을 모색한 2009년 유엔 기후변화 회의에 제출된 이후 많은 관심을 받고 있다. 기후 부채의 주요 구성 요소는 적응 부채와 배출 부채이다. 적응 부채는 선진국이 개발도상국의 기후 변화 적응을 돕기 위해 부담해야 한다고 주장되는 부채이다. 배출 부채는 온실가스 배출량이 불균형한 선진국이 부담해야 한다고 주장된다.
기후 부채 개념이 도입된 이후 기후 부채에 대한 적절한 해석에 대한 논쟁이 계속되고 있다. 선진국과 개발도상국은 물론 독립적인 이해관계자들도 이 문제에 대해 다양한 입장을 취해 왔다.

## 역사
기후 부채의 개념은 1990년대에 비정부 기구에 의해 처음으로 소개되었다. 기후 부채 옹호론자들은 지구 북부가 기후 변화에 기여한 부분에 대해 지구 남부에 빚을 지고 있다고 주장했다. 이러한 주장에 대해 다른 나라들의 지지가 이어졌다. 2000년 아바나에서 열린 77개 남반구 정상회의에서 개발도상국들은 지구 북부가 지고 있는 기후 부채를 기후 문제 해결책의 기초로 인정할 것을 주장했다. 그러나 기후 부채의 개념은 UNFCCC(기후변화에 대한 유엔기본협약)에서 정확하게 정의되지 않았다.
2009년, 유엔 기후변화 회의에서는 볼리비아, 베네수엘라, 수단, 투발루를 포함한 국가들이 코펜하겐 협정 채택을 거부하였다. 선진국들이 기후 변화에 대한 책임을 지고 싶어하지 않는다는 이유였다. 회의에서 볼리비아, 쿠바, 도미니카, 온두라스, 니카라과, 베네수엘라는 선진국들의 개발도상국에 대한 역사적 기후 부채를 평가하는 제안을 했다. 이 제안은 기후 변화의 원인을 분석하고 적응 부채와 배출 부채를 설명했다.
2010년 볼리비아와 기타 개발도상국은 기후변화와 지구모성권에 관한 세계인민회의를 주최하고 다음과 같이 명시한 인민합의에 도달했다.
볼리비아 코차밤바에서 열린 세계 기후변화 및 모국 권리 회의에 참석한 우리는 대기 공간을 과도하게 소비한 국가들에게 기후 변화의 원인과 악영향에 대한 역사적, 현재의 책임을 인정하고, 개발도상국, 자국의 취약한 지역사회, 우리 아이들의 자녀들, 그리고 우리 공동 거주지인 모국의 모든 생명체에 대한 기후 부채를 존중할 것을 요구한다.
인민 합의에서는 기후 부채가 금전적 보상뿐만 아니라 회복적 정의를 통해서도 해결되어야 한다고 명시하고 있다. 그것은 명백히 코펜하겐 협정을 거부했다.
국가 간 공식 협정 외에도 기후 부채는 지지자와 반대자 모두의 대중 매체에 등장해왔다.

## 적응 부채
적응 부채는 개발도상국이 선진국의 환경적 영향으로 인해 그들이 느끼는 피해로 인해 빚을 지고 있다고 주장하는 부채이다. 이것은 가난한 국가들이 기후 변화의 가장 해로운 결과에 직면하고 있으며, 이에 대한 기여는 거의 없다는 생각에 근거한다.
과학자들과 연구자들은 선진국의 배출로 인한 해수면 상승의 결과로 가난한 국가의 사람들이 점점 더 많은 자연 재해와 경제적 피해를 겪고 있다고 인용한다. 이러한 환경 파괴는 가난한 국가의 사람들의 경제와 생계에 해를 끼친다.
기후 변화로 인한 재난은 가난하고 열대 지역에 불균형적으로 영향을 미치며 21세기 초경부터 대부분의 재난과 수조 달러 상당의 경제적 손실을 초래했다. 가난한 나라들은 재난에서 회복할 수 있는 데 필요한 기반 시설과 개발 및 자본이 부족하여, 파괴로부터의 회복을 돕기 위해 더 높은 이자로부터 돈을 빌려야 한다. 이것은 차례로 가난한 지역에 사는 사람들의 기회, 개발 및 삶의 질을 악화시킨다.
적응 부채는 부유한 국가들이 산업화와 탄소 배출로 인한 부정적인 환경적 영향을 겪은 개발도상국을 돕는 책임을 받아들이도록 하는 것을 목표로 한다. UNFCCC에 언급된 바와 같이, 이것은 영향을 받은 국가에 재정 지원을 제공하고 또한 가난한 국가들이 자연 재해에 더 잘 대처할 수 있도록 돕는 데 자원을 지출함으로써 이루어질 수 있다.

## 배출 부채

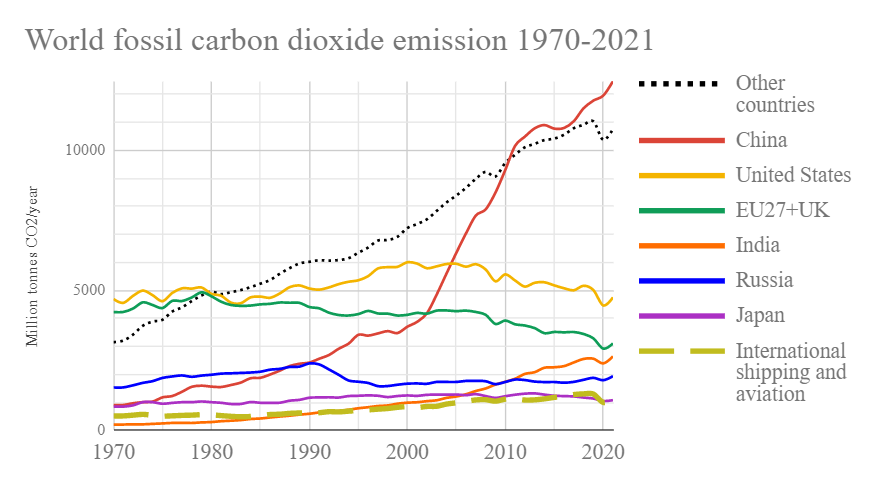
6대 국가 및 연방의 세계 화석 이산화탄소 배출량

배출 부채는 선진국들이 상대적으로 적은 인구임에도 대기 중에 배출되는 온실 가스의 대부분을 차지하고 있기 때문에 지고 있는 부채를 말한다. 그들 때문에 지구가 현재 흡수할 수 있는 탄소 배출량은 더 낮아지고 있는 현실이다.
환경이 배출물을 흡수할 수 있는 능력을 탄소 공간이라고 한다. 배출 부채는 이러한 공간의 공정한 할당량을 선진국이 과도하게 넘겨서 사용했다고 주장한다. 결과적으로 산업화 과정 속에서 상대적으로 더 가난한 나라들이 배출할 수 있는 탄소 공간이 충분하지 않기 때문에 그들의 개발은 더 어려워지고 생존에 많은 부담을 주게 된다.
1750년경부터 전세계 나라 중, 미국은 전체 탄소 배출량의 25%에 기여했다. 반면에 선진국의 전체는 배출량의 70%에 기여했다.
1750년경 부터의 데이터의 따르면, 전체 선진국의 탄소 배출량은 전체의 70%였던것에 비해 미국은 전체 탄소 배출량의 25%를 기여한 것을 볼 수 있다. 1970년부터 2013년 까지 미국인의 평균 배출 부채는 최대 12000달러 일것으로 추산된다.
배출 부채를 갚기 위해서 선진국은 개발도상국들의 산업화를 도와야한다. 그들에 환경에 미치는 부담을 줄이고 기후 변화를 억제하여야 한다. 또한, 그들은 전세계적인 탄소 배출량을 줄이기 위한 노력을 주도해야 한다. 배출 부채는 선진국과 개발도상국 사이의 탄소 공간의 재분배를 요구하고 각국의 인국에 따라서 탄소 공간을 할당하는 것을 요구한다.
2014년 11월에 G20 국가들은 개발도상국들이 개발과 경제 과정에서 발생하는 배출량을 줄이는 것에 도움을 주는 기관인 녹색기후기금에 대한 지원과 재정적인 도움을 약속하였다. 이는 그들이 기후 변화의 결과에 적응하는 것에 도움을 줄 것이다.이 이니셔티브는 2020년부터 매년 녹색 기후 기금에 1000억 달러를 기부하는 것을 목표로 한다.

## 정치 담론
일반적으로 개발도상국과 환경운동가 NGO는 기후 부채에 대해 지지하지만, 선진국들은 기후 부채에 대한 비판적인 태도를 취한다. 독립적인 분석가들은 이 문제에 대해 지지하는 견해와 비판하는 견해들을 가지고 있다.

### 지원
기후 부채 프레임워크에 대한 지원은 개발도상국이 주도하고 있다. 하지만 이들은 기후 변화로 인한 심각한 피해를 입는 당사자이다. 남반구 이외의 다른 주요 후원자로는 다양한 환경 NGO 와 선진국의 기후 정의 운동이 있다.
볼리비아는 코펜하겐 회의에서 공식적으로 기후 부채에 대한 개념을 발표하였다. 볼리비아는 빙하 퇴각, 가뭄, 홍수 및 부정적인 경제적 영향으로 인해 기후가 물 공급이 어려워지는 형태로 변화하여 국가가 피해를 받았다는 증거를 제시했다. 이는 선진국이 개발도상국보다 기후 변화에 많은 영향을 미치고, 개발도상국들은 기후 변화의 위협에 가장 많이 노출되어있다는 주장의 근거가 되었다. 이 근거는 선진국이 개발도상국에 기후 부채를 지고 있으며 이는 코펜하겐 협정에서 합의된 대로 배출량 감소의 형태로 상환되어야 한다는 주장을 뒷받침하는 데 사용되었다. 개발도상국은 그들이 환경공간에 대한 권리를 가지고 있으며 선진국들이 과도한 온실가스 배출로 이를 침범하였기 때문에 환경 공간을 확보하기 위한 수단으로 기후 부채를 상환받아야 한다고 주장한다.
기후 부채 논쟁의 기반이 될 아이디어를 제안한 최초의 국가 그룹은 소규모 섬 국가 연합(Alliance of Small Island States) 이었다. 개발도상국들의 대부분의 국가들은 이 아이디어를 초기부터 지지하였다.

### 비판
선진국들과 일부 정치 분석가들은 기후 부채 개념에 대한 비판을 제기한다. 선진국들은 기후 부채 개념에 틀 안에서는 배출량을 빠르게 줄이고, 개발도상국에 대한 상당한 재정적 지원을 제공해야 하기 때문에 일반적으로 반대하는 입장을 취한다.
비판적인 입장에서는 기후 부채 개념을 무효화하려고 한다. 이 주장을 뒷받침하는 주장은 다음과 같다. 국가는 자신이 배출한 배출량에 대한 책임이 있지만, 죄책감을 느끼거나 빚을 져서는 안된다. 탄소 배출의 부정적 영향은 최근까지 근거가 제출되지 않았기 때문에, 이러한 근거 이전에 발생된 배출량은 죄책감의 원인이 되어서는 안된다. 국가는 현재 세대가 통제할 수 없는 조상의 행동에 대한 죄책감을 느껴야 할 의무가 없다. 이러한 주장과 일치하는 발언은 2009년 코펜하겐 회의에서 미국 수석 기후 협상자인 Todd Stern에 의해 이루어졌다.
또 다른 비판은 정치적 기후 부채 프레임워크의 기본 원칙이 과학적이지 않다는 것이다. 분석가 올리비에 고다르는 기후 부채 개념에는 부채, 책임 및 국제 관계에서 부채가 차지하는 위치에 대한 선험적 판단에 따른 결정이 필요하다고 주장한다. 이러한 결정없는 선제적인 판단은 복잡한 윤리적, 역사적, 정치적 현실을 너무 단순화하기 때문에 이 아이디어를 무효화해야 한다고 말한다.
또 다른 비판적 주장은 기후 부채가 대기가 지구 공유지라는 평등주의적 관점에 기반을 두고 있다는 주장이다. 이 관점은 몇 가지 다른 유한 자원에도 적용된다. 이러한 기후 중심적 관점은 정부, 철학, 기술의 발명 등 전 세계에 이익을 가져다준 긍정적인 기여를 한 선진국들에게 돌아가야 할 모든 영예를 무시한다.
많은 비평가들은 기후 부채 개념이 윤리적으로 타당할 수 있지만 "적대적" 기반 때문에 기후 변화에 관한 정치적 협상을 실제로 훼손할 수 있으며 협상에서는 대신 다른 프레임워크를 사용해야 한다고 주장한다.
이러한 비판 중 일부에 대한 대응으로 기후 부채 지지자들은 비판자가 적고 대다수의 정치 분석가들이 기후 부채 집행을 지지한다고 주장한다.

## 같이 보기
- 파리 협정
- 코펜하겐 협정
- 교토 의정서